# Cheyenne Kid (histórias em quadrinhos)
Cheyenne Kid foi uma série de quadrinhos de faroeste, publicada pela Charlton Comics, de 1957-1973. Apesar do nome, nos quadrinhos o personagem usava uma roupa que parecia um uniforme azul da cavalaria estadunidense, com alguns adereços índios.
O roteirista regular da série foi Joe Gill. Dentre os artistas figuram Pat Boyette, Jim Aparo, Sanho Kim e Fred Himes. entre outros.

## Histórico
O personagem estreou em Wild Frontier #7 (abril de 1957), na edição seguinte, a revista passou a se chamar Cheyenne Kid e durou 99 edições, sendo encerrada em 1973. Também foi publicado nas revistas Billy the Kid, Gunfighters, Masked Raider, Outlaws of the West e Six-Gun Heroes.

## No Brasil
No Brasil, as aventuras de Cheyenne Kid foram publicadas pela EBAL nos anos 60, em uma das séries da revista "Os reis do faroeste". Chamado de "O filho de Cheyenne", havia a intenção de associá-lo ao 'mocinho" de  Cheyenne, série de TV estrelada por Clint Walker (exibido de 1955-1963, alternadamente com a série Bronco), e que era mais conhecida na época, cujos quadrinhos (da Dell Comics) também foram publicados na mesma série brasileira.
A Editora La Selva, especializada em quadrinhos brasileiros sob temas estadunidenses, como o faroeste, publicou uma revista com o nome de Cheyenne Kid.  